# 18404 Kenichi
18404 Kenichi è un asteroide della fascia principale. Scoperto nel 1993, presenta un'orbita caratterizzata da un semiasse maggiore pari a 2,7627192 UA e da un'eccentricità di 0,1733310, inclinata di 9,89222° rispetto all'eclittica.